# París-Tours 2018
La París-Tours 2018 fou la 112a edició de la París-Tours. La cursa es disputà el diumenge 7 d'octubre de 2018 amb inici a Chartres i final a Tours. S'emmarcava dins el calendari de l'UCI Europa Tour 2018.
El vencedor final fou el danès Søren Kragh Andersen (Team Sunweb), que s'imposà en solitari a Niki Terpstra (Quick-Step Floors) i Benoît Cosnefroy (AG2R La Mondiale), segon i tercer respectivament.

## Equips
| WorldTeams (9)- Quick-Step Floors - Team Sunweb - Lotto Soudal - AG2R La Mondiale - Groupama-FDJ - Lotto NL-Jumbo - Dimension Data - Katusha-Alpecin - EF Education First-Drapac p/b Cannondale Equips continentals professionals (12)- Wanty-Groupe Gobert - Cofidis, Solutions Crédits - Direct Énergie - Fortuneo-Samsic - Vital Concept - Sport Vlaanderen-Baloise - Delko-Marseille Provence-KTM - Roompot-Nederlandse Loterij - Vérandas Willems-Crelan - Israel Cycling Academy - Euskadi Basque Country-Murias - WB-Aqua Protect-Veranclassic Equips continentals (2)- Saint Michel-Auber 93 - Roubaix Lille Métropole |
| |

## Classificació final
| \| Classificació general \| Classificació general \| Classificació general \| Classificació general \| Classificació general \| \| Corredor \| Corredor \| Equip \| Temps \| \| \| --------------------- \| --------------------- \| --------------------------- \| --------------------- \| --------------------- \| \| 1r \| Søren Kragh Andersen \| Team Sunweb \| 4h 37' 55" \| \| \| 2n \| Niki Terpstra \| Quick-Step Floors \| + 25" \| \| \| 3r \| Benoît Cosnefroy \| AG2R La Mondiale \| + 25" \| \| \| 4t \| Oliver Naesen \| AG2R La Mondiale \| + 1' 14" \| \| \| 5è \| Valentin Madouas \| Groupama-FDJ \| + 1' 14" \| \| \| 6è \| Tiesj Benoot \| Lotto-Soudal \| + 1' 14" \| \| \| 7è \| Sep Vanmarcke \| EF Education First-Drapac \| + 1' 14" \| \| \| 8è \| Philippe Gilbert \| Quick-Step Floors \| + 1' 14" \| \| \| 9è \| Taco van der Hoorn \| Roompot-Nederlandse Loterij \| + 1' 24" \| \| \| 10è \| Jos van Emden \| LottoNL-Jumbo \| + 1' 24" \| \| |                      |                             |            |
| |                      |                             |            |
| Font: ProCyclingStats |                      |                             |            |
| Classificació general |                      |                             |            |
| Corredor | Corredor             | Equip                       | Temps      |
| 1r | Søren Kragh Andersen | Team Sunweb                 | 4h 37' 55" |
| 2n | Niki Terpstra        | Quick-Step Floors           | + 25"      |
| 3r | Benoît Cosnefroy     | AG2R La Mondiale            | + 25"      |
| 4t | Oliver Naesen        | AG2R La Mondiale            | + 1' 14"   |
| 5è | Valentin Madouas     | Groupama-FDJ                | + 1' 14"   |
| 6è | Tiesj Benoot         | Lotto-Soudal                | + 1' 14"   |
| 7è | Sep Vanmarcke        | EF Education First-Drapac   | + 1' 14"   |
| 8è | Philippe Gilbert     | Quick-Step Floors           | + 1' 14"   |
| 9è | Taco van der Hoorn   | Roompot-Nederlandse Loterij | + 1' 24"   |
| 10è | Jos van Emden        | LottoNL-Jumbo               | + 1' 24"   |